# Metridium huanghaiense
Metridium huanghaiense is een zeeanemonensoort uit de familie van de Metridiidae. De wetenschappelijke naam van de soort is voor het eerst geldig gepubliceerd in 1998 door Pei.